# Rogelio Farías
Rogelio Farías Salvador (Santiago, 1949. augusztus 13. – Santiago, 1995. április 7.) chilei válogatott labdarúgó. 

## Pályafutása

### Klubcsapatban
Pályafutása során több klubcsapatban is megfordult, játszott többek között az Unión Española, a spanyol Cádiz, az O'Higgins, az Audax Italiano és a Coquimbo Unido együttesében.
Az Unión Españolával 1973-ban és 1977-ben megnyerte a chilei bajnokságot.

### A válogatottban
1972 és 1977 között 13 alkalommal szerepelt az chilei válogatottban és 2 gólt szerzett. Részt vett az 1974-es világbajnokságon.

## Sikerei, díjai
Unión Española
- Chilei bajnok (2): 1973, 1977

## Külső hivatkozások
- Rogelio Farías adatlapja a National-Football-Teams.com oldalon (angolul)

- Rogelio Farías (spanyol nyelven). solofutbol.cl
- Rogelio Farías (angol, francia, spanyol nyelven). FootballDatabase.eu
- Rogelio Farías (német nyelven). kicker.de
- Rogelio Farías adatlapja a worldfootball.net oldalon (angolul)